# God of War: Chains of Olympus
God of War: Chains of Olympus är ett actionäventyrsspel utvecklat av Ready at Dawn Studios för PlayStation Portable. Spelet är den tredje delen i God of War-serien och är den första kronologiska, som är föregångaren till God of War.

## Handling
Spelet handlar om Kratos och hans tjänstgöring för de grekiska gudarna. Staden Attika belägras av perser och Kratos sänds dit för att försvara staden från angriparna. Kratos själv lyckades nedbringa den persiska armén, döda deras kung och besegrar en mäktig Basilisk som härjade i staden. Efter att ha kommit ut från staden skådar Kratos att solen faller ner från himlen och får mörker att sprida sig över världen. Kratos kommer till staden Marathon, där en svart dimma täcker marken med mörker. Kratos får under flera tillfällen höra en flöjtvisa, som han efteråt känner igen som en melodi som en gång spelades av hans nu avlidna dotter, Calliope.
Kratos finner senare solguden Helios Tempel, där han får i uppdrag av gudinnan Athena att hitta solguden, som nu är försvunnen. Morpheus, drömmens gud, har nämligen orsakat att olympens gudar faller i en djup sömn, på grund av Helios frånvaro. Kratos påträffar så småningom Eos, Helios syster, i Olympens grottor. Hon berättar för honom att Titanen Atlas har kidnappat hennes broder. Kratos väcker Helios solvagnsfålar, som befordrar Kratos till underjorden. Där möter han färjekarln Charon två gånger vid floden Styx. Under första mötet lyckades Charon överväldiga Kratos och fängslar honom till Tartaros, men Kratos lyckades bryta sig loss och återvände till Charon för att slutligen förgöra honom. Kratos beslagtar Charons båt och for längre bort från underjorden. Senare får han syn på sin dotter och förföljer henne.
Han finner senare Persefones tempel och konfronterar där henne. Hon ger Kratos ett erbjudande: att avsäga sin kraft och få vara med sin avlidna dotter, istället för att fullfölja uppdraget. Kratos uppoffrar sina vapen och krafter, och får till slut återförenas med sin dotter i Elyseiska fälten. Persefone berättar för Kratos om att Zeus hade en gång lurat henne och fick henne stanna kvar i underjorden för gott med sin man, Hades. Då Kratos blev distraherad av hans återförening med hans dotter, tog Persefone, med hjälp av titanen Atlas, kraften av den bortrövade Helios för att omintetgöra kolonnen som håller hela världen, vilket skulle göra slut på hela mänskligheten och även för Olympen.
Kratos får till sin bestörtning överge Calliope för evigt, och tar tillbaka sina vapen och krafter. Han strider mot Persefone in till döden, och under striden fjättrar han Atlas med kolonnen denne försökte omintetgöra. Persefone dödas, och Atlas var nu tvungen att för evigt bära världen på sina axlar.
Helios blir räddad, solen återvänder till himlen igen och Olympen och hela mänskligheten är bevarade. Kratos förlorar sedan medvetandet efter all hans ansträngning, och han störtar till marken. Kratos blir emellertid räddad av Athena och Helios, vilka sedan återvänder till Olympen.

## Vapen
- Blades of Chaos, ett vapen som Kratos fick av krigsguden Ares. Det är hans primära vapen, det är två svärd som sitter fastsurrade på hans armar med långa kedjor.
- Helios Shield, en sköld som man får i Helios tempel.
- Gauntlet of Zeus, ett vapen som man får i Zeus tempel i Tartaros. Det är en enorm stridshandske skapat av smedguden Hefaistos. Den ger långsamma men mycket kraftfulla attacker.

## Krafter
- Genius, kraften som man får av Persernas kung efter att man har dödat honom. Den skapar en eld-attack runt om Kratos som skadar närbelägna fiender.
- Morning Light, kraften man får av Eos. Den gör så att man kan kasta ljusprojektiler mot fiender.
- Charon's Wrath, kraften man får efter att man har dödat Charon. Med den kan man inlinda fiender i gröna flammor, som tillfälligt förlamar och skadar dem.

## Reliker
- Gorgon eyes, om man samlar in 6 ögon ökar man Kratos hälsomätare.
- Phoenix feathers, om man samlar in 6 fjädrar ökar man Kratos magimätare.
- Triton’s lance, en lans som man hittar från en staty i Olympens grottor. Den ger förmågan att kunna andas under vatten.
- Guardian's Key, en nyckel som man finner av en död väktare från Tartaros. Med den kan man komma in i Zeus tempel i Tartaros.